# Нікітське (Клинський район)
Никитське — село у складі міського поселення Клин Клинського району Московської області Російської Федерації.

## Розташування
Село Никитське входить до складу міського поселення Клин, воно розташовано на березі річки Сестра, на захід від міста Клин. Найближчі населені пункти, Фроловське, Чайковського, Місірьово. Найближча залізнична станція Фроловське.

## Населення
Станом на 2010 рік у селі проживало 60 людей